# 卢秋田
卢秋田（1936年—），浙江省绍兴市人，中华人民共和国政治人物、外交官。

## 生平
1961年，毕业于外交学院外交和德语专业。1988年，担任中华人民共和国驻卢森堡大使。1995年，担任中华人民共和国驻罗马尼亚大使。1997年，接替梅兆荣担任中华人民共和国驻德意志联邦共和国大使。2001年，由马灿荣接任。2003年，担任中国人民外交学会会长。